# Мукденский инцидент
Мукденский инцидент (англ. Mukden incident) — подрыв железной дороги около Мукдена (сегодня Шэньян) и последовавшее за этим наступление Квантунской армии Японии на китайские позиции, что стало началом захвата Маньчжурии и предвестием Второй мировой войны на Дальнем Востоке. Иногда под Мукденским инцидентом понимают все военные действия конфликта, с 18 сентября 1931 до 18 февраля 1932 года.

## История
После поражения в русско-японской войне 1904—1905 Российская империя передала Японии свои права на аренду бо́льшей части Южно-Маньчжурской железной дороги. Части Императорской армии Японии (Квантунская армия) охраняли дорогу на территории Ляодунского полуострова до границы с Китаем южнее Мукдена, у которой находился китайский семитысячный гарнизон крепости Бэйдаин под командованием Чжан Сюэляна. Командование Квантунской армии проявляло излишнюю самостоятельность на полуострове, что несколько тревожило Токио, но тем не менее к 1930 году был подготовлен план по захвату Маньчжурии.
Группа японских офицеров (полковники Сэйсиро Итагаки и Кэндзи Доихара, подполковник Кандзи Исивара, майор Такаёси Танака) 31 марта 1931 года, поставив в известность командование, согласовали план провокации и последующей атаки на Бэйдаин и Мукден. Под видом плавательного бассейна для офицерского клуба они оборудовали бункер и установили в нём два 9,2-дюймовых орудия. Старший лейтенант Суэмори Комото, охранявший малоэксплуатируемый участок железной дороги недалеко от нейтральной полосы, заложил около одного из двух путей небольшой заряд взрывчатки. Примерно в 22:20 18 сентября произошёл взрыв, повредивший полтора метра рельсов. Через несколько минут по второму пути в Мукден благополучно прошёл пассажирский состав.
Ночью оба японских орудия начали бомбардировку Бэйдаина, после чего около 500 японских солдат отправились на штурм крепости. Плохо обученный китайский гарнизон отступил из крепости, потеряв почти 500 человек убитыми, после чего японцы захватили и Мукден. Командующий Квантунской армией генерал Сигэру Хондзё развернул армию и двинул её вглубь континента. Чжан Сюэлян, будучи главой Северо-Восточной армии, несмотря на формальное признание главенства Чан Кайши после Северного Освободительного похода, был весьма враждебно настроен по отношению к Гоминьдану. Начавшиеся военные действия всё же заставили его запросить помощи у Чан Кайши. Однако ему ответили отказом, и Чжан Сюэлян вынужден был отступать, сохраняя армию. К концу зимы Маньчжурия была полностью в руках японцев.
До сих пор нет единогласной позиции об организаторах взрыва, некоторые японские историки утверждают, что за инцидентом стояла китайская сторона. Доминирует же мнение, что это была провокация, организованная офицерами Квантунской армии, в чём некоторые из них признались после войны. Согласно японской версии считается, что император и высшее командование не знали о плане, который, впрочем, их не очень огорчил. Хотя это опровергается уставами Императорской армии.

## Память
Ежегодно 18 сентября в 10:00 во многих китайских городах на несколько минут включаются сирены. В основном, это города в провинциях Хэйлунцзян, Ляонин, Цзилинь, на Хайнане.